# Клочкава
Клочкове(біл. вёска Клочкава) — село в складі Молодечненського району Мінської області, Білорусь. Село підпорядковане Марківській сільській раді, розташоване в західній частині області.